# 卡爾維亞 (芬蘭)

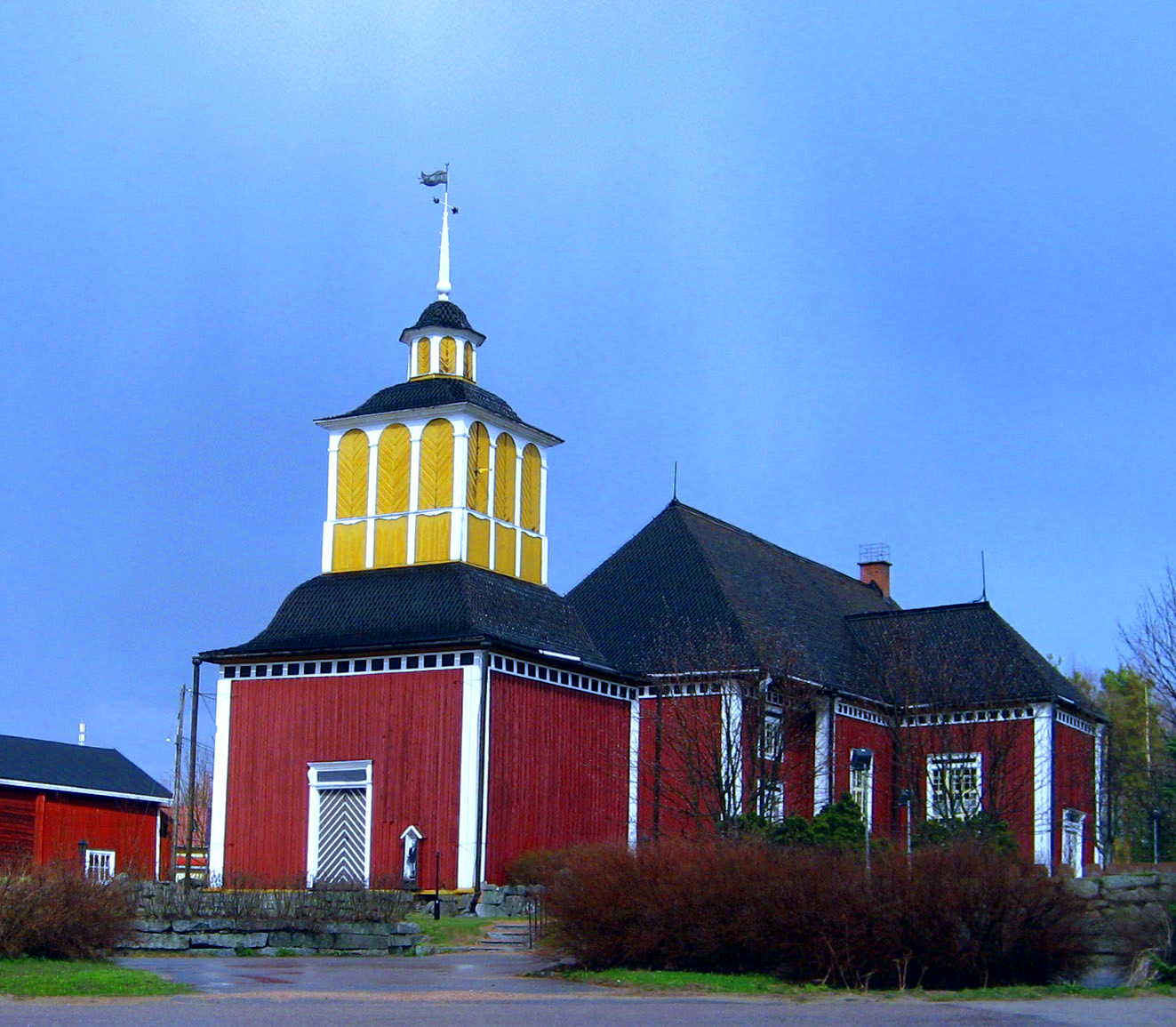
卡爾維亞教堂

卡爾維亞（芬蘭語：Karvia）是芬蘭的市鎮，位於該國西南部，在薩塔昆塔區内，始建於1865年，面積519.8平方公里，2013年人口2,555，人口密度為每平方公里5.09人。

## 外部連結
- 卡爾維亞市镇官方网站（页面存档备份，存于） （文）